# Cecilia Puga
Cecilia Puga Larrain (Santiago de Chile, 2 de octubre de 1961) es una arquitecta chilena y directora del Museo Chileno de Arte Precolombino.

## Primeros años
Cecilia Puga nació en Santiago de Chile el 2 de octubre de 1961. Es la mayor de seis hijos e hijas en un familia marcada por las profesiones de sus padres —su madre, Bárbara Larraín, socióloga, y su padre, Gonzalo Puga, economista agrario—, y por los continuos traslados tanto en dentro de Chile como en el extranjero, debido a los compromisos laborales de ambos padres. "En esa etapa todo te marca. Cada uno o dos años tuve que cambiar de ciudad y colegio. A los 18 años, había estado en 20 casas. La estabilidad y la continuidad no existieron, pero uno aprende a cortar y cerrar etapas", señaló la reconocida arquitecta, en el marco del conversatorio Ciclo Grandes Chilenas del programa Mujeres de la Radio Usach.
La familia Puga Larrain se mueve entre Malloco, Quillota, Osorno y distintas comunas de la Región Metropolitana. Durante esta etapa de trashumancia, siempre existe un epicentro de reunión: la casa de los abuelos maternos, ubicada en Pedro de Valdivia Norte. Cecilia Puga tiene estrecho contacto con su abuelo don Sergio Larrain García-Moreno, Premio Nacional de Arquitectura, quien introduce la arquitectura moderna en Chile y es uno de los fundadores del Museo de Arte Precolombino, tras donar su importante colección arqueológica, con el fin de ponerla a disposición del público.

Pese al temprano contacto con la arquitectura, a comienzos de los años ochenta, Puga ingresa a estudiar Historia en el Instituto Pedagógico de la Universidad de Chile. 
“Por mis padres, las conversaciones siempre tuvieron como tema el mundo social, no la arquitectura”, aclara. En esa etapa, en medio de años convulsos para el país, da cuenta de sus firmes convicciones como dirigenta estudiantil.
"Nos suspendieron el semestre por temas políticos. Eran las primeras manifestaciones públicas y el Pedagógico tenía un control muy severo en ese sentido. Hacíamos manifestaciones que hoy parecerían un chiste, nos sentábamos en las escaleras sin decir nada“, recuerda. En ese momento de incertidumbre, un amigo la invita a reconsiderar su camino y así determina ingresar a arquitectura.

## Formación universitaria
Puga parte al extranjero a realizar estudios en Historia y Restauración de Monumentos Arquitectónicos de la Sapienza Università de Roma, becada por el Ministerio de Asuntos Externos de Italia (19871989), para luego desarrollar estudios de arquitectura en la Universidad Católica en Chile.
Desde entonces, su trabajo arquitectónico ha abordado distintas escalas y programas, desde viviendas unifamiliares, destacándose la Casa en Bahía Azul -referente a nivel internacional-, la vivienda colectiva, equipamiento educacional e industrial, Plan Maestro para Viña Cono Sur y diseño urbano como la renovación de espacios públicos de Cerro Toro en Valparaíso.
Desde 1999 es Miembro del Comité Ejecutivo de la Fundación de la Familia Larrain Echenique, ligada a su propia familia y que tiene a su cargo el Museo Chileno de Arte Precolombino en Santiago de Chile. También ha sido profesora visitante en la Universidad de Texas, Austin (2007-2015), en el GSD de Harvard (2009), en el BIAarch de Barcelona (2011) y en ETH, Zúrich (2017 a 2019).

## Trayectoria profesional
Desde el año 1995 desarrolla la profesión de manera independiente y como parte de ese ejercicio, ha participado de importantes concursos y ha recibido varios premios y distinciones.
Se ha asociado con algunos profesionales para generar diferentes propuestas. Puede destacarse su participación en el concurso para el Centro Cultural Estación Mapocho, desarrollado en el año 1992, con el que obtiene el tercer premio, junto a los arquitectos Daniel Prieto y Sebastián Álvarez. También amerita mención su trabajo para el Auditorio y la Biblioteca de la Facultad de Arquitectura de la Universidad Católica de Chile en 1995. En esa ocasión obtiene el primer premio junto a los arquitectos Teodoro Fernández Larrañaga y Smiljan Radic, dicho proyecto proponía "un espacio generoso y despejado mediante la construcción de un superficie abierta, explanada de casa de fundo o techo terraza, flotando entre la casa de Lo Contador y el resto de las construcciones y unida al jardín interior de la manzana. (...) Junto a ello se proponía crear un segundo piso noble, despejado y fluido". También participó del concurso para el Edificio Consistorial para la Municipalidad de Vitacura en 2000; donde obtuvo la primera mención junto a Smiljan Radic, Gonzalo Puga y Ricardo Serpell.
En 2014 ganó el concurso para la restauración y puesta en valor del Palacio Pereira y restitución de los edificios para la Dibam y el Consejo de Monumentos Nacionales en Chile, proyecto desarrollado junto a Paula Velasco y Alberto Moletto e inaugurado en 2021.
Además ha proyectado varias viviendas unifamiliares, un laboratorio, una capilla católica en Fundo Quitralmán, Los Ángeles y ha trabajado en proyectos de arquitectura interior para importantes empresas, tiendas y oficinas.
También ha trabajado en la ejecución de un plan maestro para la recuperación de antiguas construcciones del Fundo Santa Elisa, de la Viña Cono Sur, en Chimbarongo, donde además ha construido nueva infraestructura que permite la adaptación de lo preexistente a la intención de atraer turismo asociado al vino. Para ello ha definido un nuevo acceso, con la propuesta de un casino y una sala de barricas. Algunos de los objetivos de estas tres intervenciones son: resolver problemas programáticos pendientes; comunicar el cuidado del patrimonio; que el patrón fundacional del lugar se lea con mayor claridad incorporando lo contemporáneo.
Junto a otros siete arquitectos chilenos y varios invitados extranjeros tales como Toyo Ito y Rick Joy, participó en el proyecto Ochoalcubo cuya primera etapa se ubicó en Marbella, Chile. Su nombre simboliza la participación de 64 prestigiosos arquitectos en la generación de ocho conjuntos de ocho casas, 64 casas en total". En 2020 asumió como directora del Museo Chileno de Arte Precolombino en Santiago, Chile.

### Labor académica
Cecilia Puga también ejerce su profesión en ámbitos académicos, dando clases. Ha sido profesora de taller de proyectos de la Universidad Católica durante el año 1998 junto a Rodrigo Pérez de Arce y en 2004 junto a Sebastián Irarrázaval. Además ha trabajado en la Universidad Andrés Bello junto al arquitecto argentino Rafael Iglesia. Actualmente, es docente en la ETH Zürich y en la Pontificia Universidad Católica de Chile donde conduce el taller de cuarto año.

### Reconocimientos
En 2009 fue una las 100 oficinas a nivel mundial seleccionadas por Herzog & De Meuron para diseñar una villa en Inner Mongolia en el contexto del proyecto Ordos 100 liderado por el artista Ai Wei Wei. Numerosos medios especializadas nacionales e internacionales han publicado su trabajo y en el año 2010 la revista 2G n.º 53 le dedicó un número monográfico a su obra.
Además de otras actividades académicas vinculadas a la Universidad Católica de Santiago donde se desempeña como docente, ha sido invitada a dirigir un taller de arquitectura en The University of Texas at Austin en 2007 y 2015 y a formar parte del Symposium latitudes: Architecture in the Americas en 2009 realizado en Austin, Texas. El mismo año fue invitada a realizar un Option Studio at the GSD, Harvard y, en el 2011 se hizo cargo de un Short Studio Design en el BIArch de Barcelona.
En 2012 Valerio Olgiati la elige junto a 40 oficinas a nivel mundial para formar parte de su instalación en el contexto de la Bienal de Arquitectura de Venecia 2012 y luego es parte de la publicación asociada "The images of Architects" del mismo autor.
En 2014 se adjudicó el primer premio en el concurso para la Restauración del Palacio Pereira y Reposición Edificio del Consejo de Monumentos Nacionales y la Dirección de Bibliotecas Archivos y Museos, junto a los arquitectos Paula Velasco y Alberto Moletto, proyecto actualmente en construcción. En paralelo desarrolló, entre otros encargos, el proyecto de diseño de infraestructura para el parque nacional Queulat en la Patagonia Chilena, concurso en el que se adjudicó el primer premio junto a Paula Velasco y Patricio Mardones.
En 2016 es invitada a exponer en la Bienal de Arquitectura de Venecia, una instalación sobre su obra y referencias, la que desarrolla en conjunto con la escultora y ceramista chilena Lise Moller.

## Obras destacadas
- Obras Lo Contador. En conjunto con Teodoro Fernández y Smilian Radic (Santiago, Chile 1994-2006)
- Casa de Campo (Los Ángeles, Chile 2000)
- Acceso, casino y Sala de Barricas de la Viña Cono Sur ( Chimbarongo, 2001)
- Casa en Bahía Azul (Los Vilos, Chile 2001-2002)
- Casa en Marbella (Puchuncaví, Chile 2003-2005)
- Refugio en San Francisco de los Andes (San Esteban, Chile 2003-2005)
- Edificio Plaza Pedro Montt (Nuñoa, Santiago 2003-2005)
- Palacio Pereira y Ministerio de las Culturas, junto a Paula Velasco y Alberto Moletto (Santiago, Chile 2014-2019)